# Album (album de Public Image Limited)
Pour les articles homonymes, voir Album.
Albums de Public Image Ltd.
This Is What You Want... This Is What You Get
(1984) Happy?
(1987)
Album est le quatrième album studio de Public Image Ltd., sorti le 27 janvier 1986 au Royaume-Uni chez Virgin Records.

## Présentation
Les titres ont été écrits par John Lydon, Mark Schulz et Jebin Bruni. 
L'album est enregistré entre septembre et octobre 1985. Le producteur Bill Laswell a invité Tony Williams, Ginger Baker et Steve Vai pour l'enregistrement.

## Titres
| No | Titre   | Auteurs compositeurs            | Durée |
| -- | ------- | ------------------------------- | ----- |
| 1. | F.F.F.  | John Lydon, Bill Laswell        | 5:32  |
| 2. | Rise    | Lydon, Laswell                  | 6:04  |
| 3. | Fishing | Lydon, Jebin Bruni, Mark Schulz | 5:20  |
| 4. | Round   | Lydon, Schulz                   | 4:24  |
| 5. | Bags    | Lydon, Bruni, Schulz            | 5:28  |
| 6. | Home    | Lydon, Laswell                  | 5:49  |
| 7. | Ease    | Lydon, Bruni                    | 8:09  |

## Personnel
- John Lydon : voix
- Bernard Fowler : voix
- Nicky Skopelitis : guitare
- Steve Vai : guitare
- Ryuichi Sakamoto : Fairlight CMI
- Bernie Worrell : orgue, Yamaha DX7
- Jonas Hellborg : basse
- Tony Williams : batterie pour les titres 1, 2 et 6.
- Ginger Baker : batterie pour les titres 3 5 et 7.
- Bill Laswell : basse